# 임정규
임정규(1943년 ~ 2018년 8월 9일)은 한국의 애니메이션 감독이며 대한민국의 애니메이션계의 거장이다.

## 상세
임정규의 감독 데뷔작은 <태권동자 마루치 아라치,1977>이다. 시나리오 표지의 내용에 의하면, 1973년부터 장장 4년간 매일매일 방송되던 MBC 라디오 어린이 연속극을 애니메이션 영화로 만든 것이다. 당시 최고의 인기를 누리던 <로보트 태권V-수중특공대,1977>보다 흥행에 성공한 작품이다. 그의 첫 작품이 성공하자 그 후속작 <전자인간 337, 1977>이 만들어진다. 이 작품도 전편의 마루치와 아라치가 프로타고니스트(protagonist)로 등장한다. 이 작품에서는 장 박사가 만든 ‘전자인간’이 등장하여 마루치와 아라치를 돕는다. 인간의 심신을 단련하여 기계문명의 잘못된 사용에 대해 바른 정의를 심어주고자 한 제작의도에도 불구하고 강력한 보조자로서 ‘전자인간’이 등장한다. <태권동자 마루치 아라치>는 근대의 산업화를 통해 인간의 몸에 일어난 변화를 상징적으로 보여주는데, <태권동자 마루치 아라치>가 기계문명의 잘못된 사용이 가져오는 결과에 대한 경고라면, 후속작인 <전자인간337>은 기계문명이 어떻게 사용되어야 하는가 하는 방향을 제시한다. 그래서 제목이 ‘전자인간’이지만 그는 철저히 인간의 보조자로서 역할만을 수행한다. <태권동자 마루치 아라치>와 <전자인간 337>이 개봉된 1970년대는 우리나라에서도 경제개발계획이 진행되면서 산업화가 고조되고 있었고, 이에 대한 우려들이 예술작품과 산업계에서 전망되고 있었다.
임정규의 작품은 모두 공상과학을 다루는 SF(Science Fiction)물이다. SF영화는 신화, 전설, 민담에서 소재를 구하기도 하지만, 주요 대상은 과학기술문명이다. 장르 전체로 볼 때, SF는 테크놀로지에 대하여 두 가지의 상반된 입장을 취한다. 첫째는 과학기술이 궁극적으로 문명의 진보를 보장할 것이라는 것이고, 둘째는 과학기술이 지닌 파괴적인 측면을 경고하는 것이다. 그러나 이 두 가지 입장에 따라 SF영화들이 확연히 구분되지는 않는다. 왜냐하면 SF영화 속에서 이 두 가지 상반된 입장은 흔히 같은 영화 속에서 함께 나타나기 때문이며, 때로는 내러티브가 표면적으로 드러내는 입장과 텍스트의 심층적 의미가 각각 다른 입장을 취하기도 하기 때문이다.

## 사망
임정규 감독은 향년 75세로 2018년 8월 9일 노환으로 별세하였다.